# دارخان (خنتی)
دارخان (به لاتین: Darkhan) یک منطقهٔ مسکونی در مغولستان است که در استان خنتی واقع شده‌است. دارخان ۴٬۴۵۵ کیلومتر مربع مساحت دارد.